# Ja-an
Ja-an (čínsky pchin-jinem Yǎ'ān, znaky 雅安) je městská prefektura v Čínské lidové republice, kde patří do provincie S’-čchuan. Celá prefektura má 13 400 čtverečních kilometrů a žije v ní téměř půldruhého milionu obyvatel.
První zprávy o městě jsou z období dynastie Čou. Během dynastií Čchin a
Chan se jednalo o sídlo okresu.

## Poloha
Ja-an leží na západním okraji Sečuánské pánve v sousedství Tibetské náhorní plošiny a patří do povodí Jang-c’-ťiang. Hraničí s prefekturou Čcheng-tu na severovýchodě, s Mej-šanem na východě, s Le-šanem na jihovýchodě, s Liang-šanem na jihu, s Kardze na západě a s Ngawa na severu.

## Administrativní členění
Městská prefektura Ja-an se člení na osm celků okresní úrovně, a sice dva městské obvody a šest okresů.
| Jü-čcheng Ming-šan okres · Jing-ťing okres · Chan-jüan okres · Š’-mien okres · Tchien-čchüan okres · Lu-šan okres · Pao-sing |        |                       |                    |                                  |
| Název | Název  | Počet obyvatel (2020) | Rozloha km² (2020) | Hustota zalidnění (obyv. na km²) |
| český přepis | znaky  | Počet obyvatel (2020) | Rozloha km² (2020) | Hustota zalidnění (obyv. na km²) |
| Městské obvody |        |                       |                    |                                  |
| Jü-čcheng | 雨城区 | 368 909               | 993                | 372                              |
| Ming-šan | 名山区 | 254 632               | 612                | 416                              |
| Okresy |        |                       |                    |                                  |
| Jing-ťing | 荥经县 | 131 491               | 1 616              | 81                               |
| Chan-jüan | 汉源县 | 285 558               | 2 177              | 131                              |
| Š’-mien | 石棉县 | 114 116               | 2 457              | 46                               |
| Tchien-čchüan | 天全县 | 132 033               | 2 061              | 64                               |
| Lu-šan | 芦山县 | 99 824                | 1 177              | 89                               |
| Pao-sing | 宝兴县 | 48,040                | 2 408              | 20                               |
| |        |                       |                    |                                  |
| Celkem | Celkem | 1 434 603             | 13 442             | 107                              |